# Comuna Borovkivka, Verhnodniprovsk
Borovkivka (în ucraineană Боровківка) este o comună în raionul Verhnodniprovsk, regiunea Dnipropetrovsk, Ucraina, formată din satele Avksenivka, Borovkivka (reședința), Iarok, Matiucenkove, Pavlo-Hrîhorivka și Vilni Hutorî.

## Demografie
Componența lingvistică a satului Borovkivka
     Ucraineană (92,32%)
     Rusă (6,98%)
     Alte limbi (0,65%)
Conform recensământului din 2001, majoritatea populației satului Borovkivka era vorbitoare de ucraineană (92,32%), existând în minoritate și vorbitori de rusă (6,98%).